# Rafael Delgado (Gouverneur)
Rafael Delgado Cardeña (* 1746 in Navalcarnero; † 1800 in Maracaibo) war ein spanischer Militärangehöriger. Er war von 1779 bis 1781 Militärgouverneur der spanischen Provinz Trinidad.

## Leben
Delgado wurde 1746 in Navalcarnero in Zentralspanien als Kind von Manuel Delgado und Ignacia Cardeña geboren. Die venezolanische Historikerin María Dolores Fuentes Bajo verortet seine Eltern anhand von Briefen an ihren Sohn im niederen Adel. Seine militärische Laufbahn begann Delgado mit 15 Jahren als Kadett beim spanischen Militär in Ceuta. 1766 betrat er zum ersten Mal amerikanischen Boden, als er im Vorfeld der Aufhebung des Jesuitenordens an Aktionen gegen Jesuiten auf dem Gebiet des heutigen Panama beteiligt war. Eine weitere Station seiner Militärkarriere war Cartagena im heutigen Kolumbien, wo er den Rang eines Leutnants der Infanterie (teniente) innehatte. In Cartagena konnte er Beziehungen zu höherrangigen Militärs und Verwaltungsbeamten knüpfen, die seiner weiteren Karriere förderlich waren, u. a. zu Manuel de Guirior. Dieser unterstellte Delgado 1776 dem Gouverneur von Maracaibo, Francisco de Santa Cruz, mit dem sich Delgado anfreundete. De Santa Cruz und nachrangig Delgado gerieten in Streit mit dem neuen Vizekönig von Neugranada, Manuel Antonio Flórez. Auf Bitten von de Santa Cruz begab sich Delgado nach Madrid, um de Santa Cruz dort vor Gericht zu vertreten. Sein Auftritt war von Erfolg gekrönt, was ihm in Maracaibo den Rang eines Hauptmanns (capitán) einbrachte. 1777 kehrte er nach Venezuela zurück. Durch den Kommandanten von La Guaira, Joaquín Sabás Moreno de Mendoza, lernte er den Intendanten von Caracas, José de Abalos, und den Kapitän-General von Venezuela, Luis de Unzaga y Amézaga, kennen. Anfang 1779 heiratete Delgado die Tochter von Moreno de Mendoza, Francisca „Panchita“ Moreno y Salas. Auf Anraten von de Unzaga übernahm er im Herbst desselben Jahres das Kommando über die spanischen Truppen in Trinidad. Wenige Wochen später bat er vergebens um Versetzung, da er und insbesondere seine schwangere Frau mit dem Klima in Trinidad (es war Regenzeit) nicht zurechtkamen. Im November 1779 kam seine Tochter auf Trinidad zur Welt.
Am 11. Juli 1779 starb Manuel Fálques, der Militärgouverneur Trinidads. Martín de Salaverría, Abgesandter der Intendanz in Caracas und seit Juli 1778 auf Trinidad zuständig für Maßnahmen zur Bevölkerungssteigerung der strategisch wichtigen Insel sowie die Förderung von Landwirtschaft und Handel, übernahm Fálques Aufgaben und war damit temporär de facto Gouverneur der Insel. Bereits im April war in Spanien ein Verwaltungsakt erlassen worden, der für die Administration der Insel eine Doppelspitze vorsah: Fálques sollte Militärgouverneur, de Salaverría hingegen Zivilgouverneur werden. Die Abschrift des Erlasses traf allerdings erst am 21. August 1779 in Trinidad ein, als Fálques bereits verstorben war. In der Folge übernahm de Salaverría das ihm verliehene Amt des Zivilgouverneurs. Intendant de Abalos sprach sich für eine Wiederzusammenführung der Regierungsgewalt in Trinidad aus, Kapitän-General de Unzaga drängte aber auf eine Beibehaltung der Doppelspitze und brachte Delgado als Militärgouverneur ins Spiel. De Unzaga konnte sich durchsetzen, und Delgado trat sein mit 2000 Pesos pro Jahr dotiertes Amt an.
Seine Amtszeit war geprägt von Reibereien mit de Salaverría um die Kompetenzen seines Amtes. Bedeutend für seinen weiteren Werdegang war dabei die Abkühlung des Verhältnisses zum einst väterlichen Freund José de Abalos, der von Delgado regelmäßig mit Beschwerdebriefen über das Verhalten de Salaverrías traktiert wurde. Delgado hatte außerdem ein schlechtes Verhältnis zur französischstämmigen Bevölkerungsmehrheit der Insel; der in dieser Hinsicht voreingenommene de Salaverría urteilte, Delgado habe der Wirtschaft der Insel durch sein Verhalten gegenüber den französischstämmigen Siedlern mehr Schaden zugefügt, als die mit Spanien verfeindeten Briten es je geschafft hätten. Im März 1781 wurde Delgado von de Abalos im Rahmen einer politischen Affäre wegen Unfähigkeit entlassen. Eines seiner Pferde hatte die Kaffeestrauchsetzlinge von Dominique Dert, einem Freund von Phillipe-Rose Roume de Saint Laurent, zertreten. Roume de Saint Laurent war ein französischstämmiger Diplomat, der sich engagiert und erfolgreich für die Kolonisierung Trinidads eingesetzt hatte und deshalb ein Günstling der spanischen Krone, des Zivilgouverneurs de Salaverría und von de Abalos war. Dert hatte Delgados Pferd vorbehaltlich eines Ersetzens seines Schadens einbehalten, Delgado hatte ihn dafür Kraft seiner Macht als Militärgouverneur ins Gefängnis werfen lassen. Auf Anraten de Salaverrías setzte sich Roume de Saint Laurent beim Intendanten von Caracas für seinen Freund ein, und de Abalos setzte seinen ehemaligen Protegé Delgado umgehend ab und erklärte ihn für ungeeignet, administrative Ämter im Dienste der spanischen Krone zu übernehmen. Sein Nachfolger wurde Juan Francisco Machado.
Delgado reiste mit seiner Familie über Curaçao zurück nach Madrid, wo er vor Gericht seine Ehre wiederherzustellen suchte und noch 1781 Vater eines weiteren Kindes wurde. Ende 1782 wurde ihm vom Gericht eine Weiterzahlung deines Gouverneursgehalts zugestanden, 1784 erhielt er ein Amt in Maracaibo zugesprochen. Dort gebar ihm seine Frau 14 weitere Kinder, das letzte 1799. Im Jahr 1800 starb Delgado.

## Posthume Wirkung und Bewertung
Der trinidadische Historiker Gérard Besson fasst die Wesenszüge von Rafael Delgado als „übellaunig und brutal“ zusammen.